# Gora Kruglaja
Gora Kruglaja är ett berg i Antarktis. Det ligger i Östantarktis. Australien gör anspråk på området. Toppen på Gora Kruglaja är 1 382 meter över havet.
Terrängen runt Gora Kruglaja är platt åt sydväst, men åt nordost är den kuperad. Trakten är obefolkad. Det finns inga samhällen i närheten.